# ろ紙

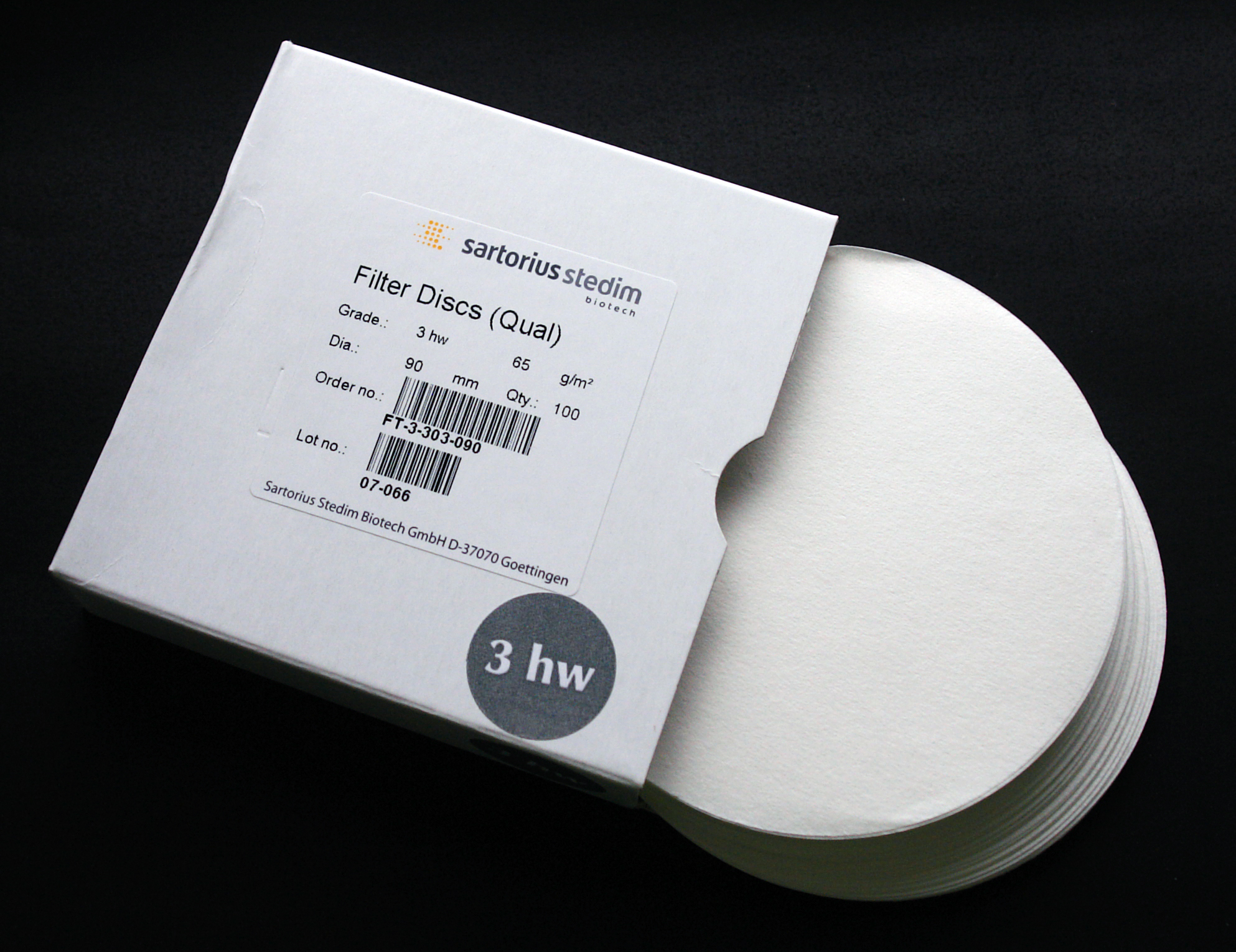
化学実験用ろ紙

ろ紙（ろし、濾紙、沪紙）は、主としてろ過をするときに使われる紙、あるいは紙状のもの。コーヒーフィルター、こし布など家庭的なものから、化学実験用のものまで様々である。化学実験用には様々な種類が用意されており、ろ過の時間を早めるために折って使う。

## 用途
家庭では、コーヒーフィルターをはじめ、油こし、こし布、バターモスリンなど調理。簡易的な掃除機、自動車のオイルフィルターやエアフィルター等、多くの場所で使用されている。化学実験では固体と液体を分離するために用いられる。

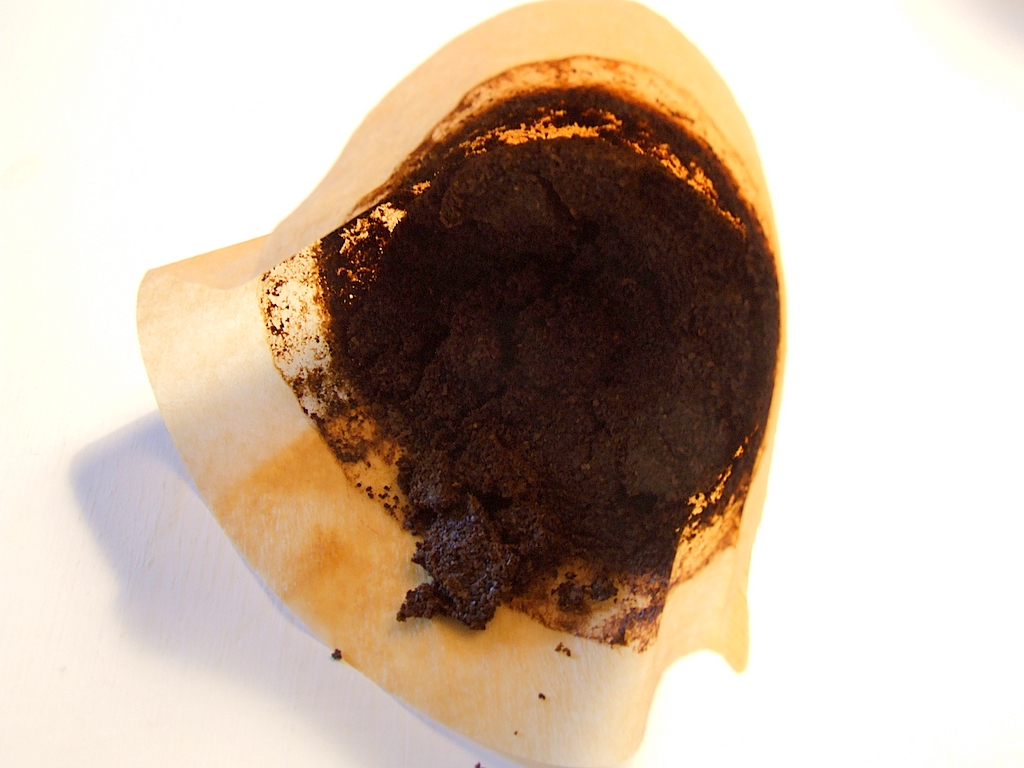
使用後のコーヒーフィルター

## 化学実験用具

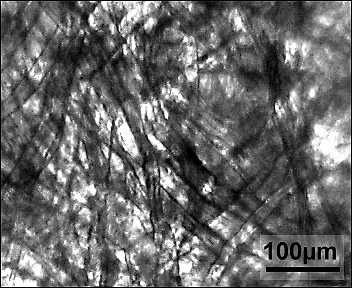
ろ紙の顕微鏡写真

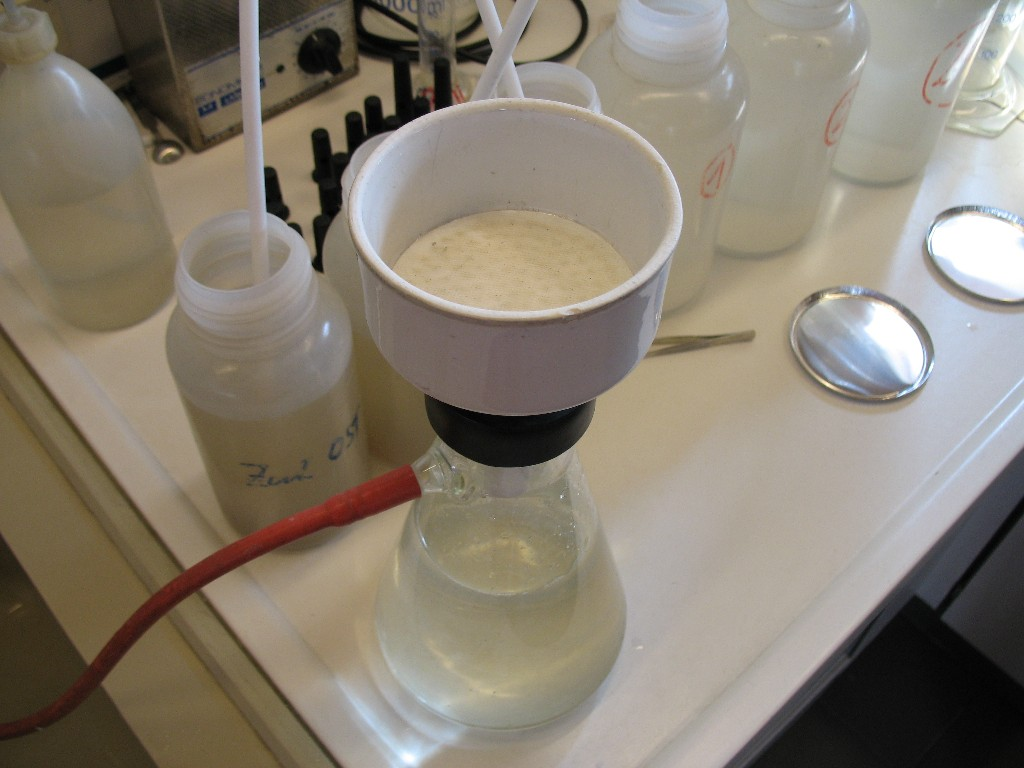
ブフナー漏斗と共に使用して減圧ろ過

化学実験においてろ紙は、ろ過をする際に漏斗と共に使用される。液体と混合している固体を分離する、ミクロな「ふるい」の役割を果たすものである。通常は円形のものが使用される。綿繊維を原料として作られ、様々なものが市販されている。
目の細かさが異なる幾つかの種類がつくられており、目的に応じて適切なものを選択できるようになっている。ろ過したくない不純物の粒子が小さい場合は、目の細かいろ紙を使用しなければ、粒子がろ紙をすり抜けろ液に混ざってしまう。一方、不必要に目の細かいろ紙を使用すると、ろ過の速度が遅くなり無駄に時間がかる。

### 材質
ろ紙には定性分析用と定量分析用の2種類がある。分析化学では、無機化合物の沈殿をろ取した後、そのままろ紙ごと焼却し、残った物質の重量から定量することがある。そのため定量分析用のろ紙は、焼却した場合に後に残る物質（灰分）がきわめて少ないように製造されている。
ろ紙は一般的には綿繊維（セルロース）からできており、酸や塩基、有機溶媒などへの耐性は高い。しかし、強力な脱水剤（濃硫酸など）や酸化剤では分解されるため使用できない。このような場合はガラスフィルターなどを使用する。
他にも、ガラス繊維ろ紙、疎水性を高め有機溶媒のみを通過させる液相分離ろ紙なども必要に応じて用いられる。

### JIS規定
ろ紙の種類・寸法・品質等については、JIS P3801によって細かく規定されている。以下概略を示す。

#### 種類
種類は大きく定性分析用と定量分析用に分けられ、更にろ水時間・湿潤破裂強さ・沈殿保持性の差によって4種ずつが規定されている。
ろ紙の目の細かさは、沈殿保持性によって判断することができ、以下のように分類されている。ただし、（ ）内はろ水時間（水だけを100mlろ過する際にかかる秒数。ろ過速度を判断する基準）である。
- 定性分析用
  - 1種：粗大ゼラチン状沈殿用（80以下）
  - 2種：中位の大きさの沈殿用（120以下）
  - 3種：微細沈殿用（300以下）
  - 4種：微細沈殿用の硬質ろ紙（1800以下）
    - 4種ろ紙は、沈殿をかき集めることができるように紙の表面が硬くなければならない。

- 定量分析用
  - 5種A：粗大ゼラチン状沈殿用（70以下）
  - 5種B：中位の大きさの沈殿用（240以下）
  - 5種C：微細沈殿用（720以下）
  - 6種：微細沈殿用の薄いろ紙（480以下）

ここで、粗大ゼラチン状沈殿・中くらいの沈殿・微細沈殿の具体例として、それぞれ水酸化鉄・硫酸鉛・硫酸バリウムがあげられている。各ろ紙は、これらの新しく調整した懸濁液をろ過した際に、ろ液が透明になるような沈殿保持性を持つこととされている。
メーカー
東洋濾紙（日本）、安積濾紙（日本）、WHATMAN（イギリス）、Schleicher & Schuell（ドイツ）等

#### 寸法
ろ紙は円形のものと角形のものが存在し、円形ろ紙は直径55mm～600mmの範囲で15種類が、角形ろ紙は大判（600×600mm）と小判（560×485mm）の2種類が規定されている。

#### 品質
原料は、精製した綿繊維を主体としたものとする。清浄で均質な組織をもち、αセルロース含量90％以上、銅価1.6以下、pH5.0～8.0であること。灰分質量は定性分析用で0.2％以下、定量分析用は規定量（ろ紙の大きさによって決められており、例えば5種Cなら直径55mmで0.04mg、同185mmで0.45mg）以下であること。

### 折り方

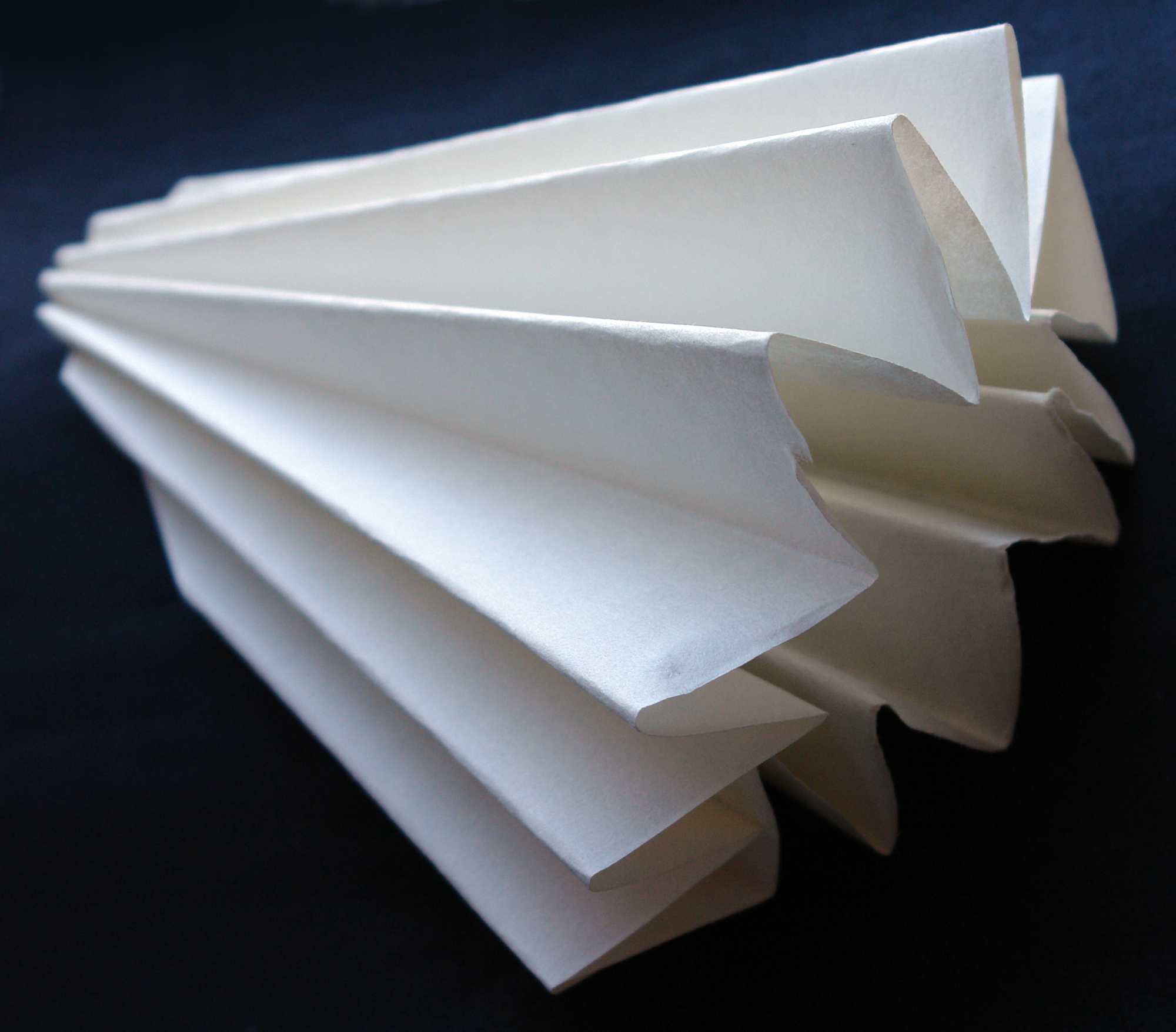
ひだ折り（16折り）

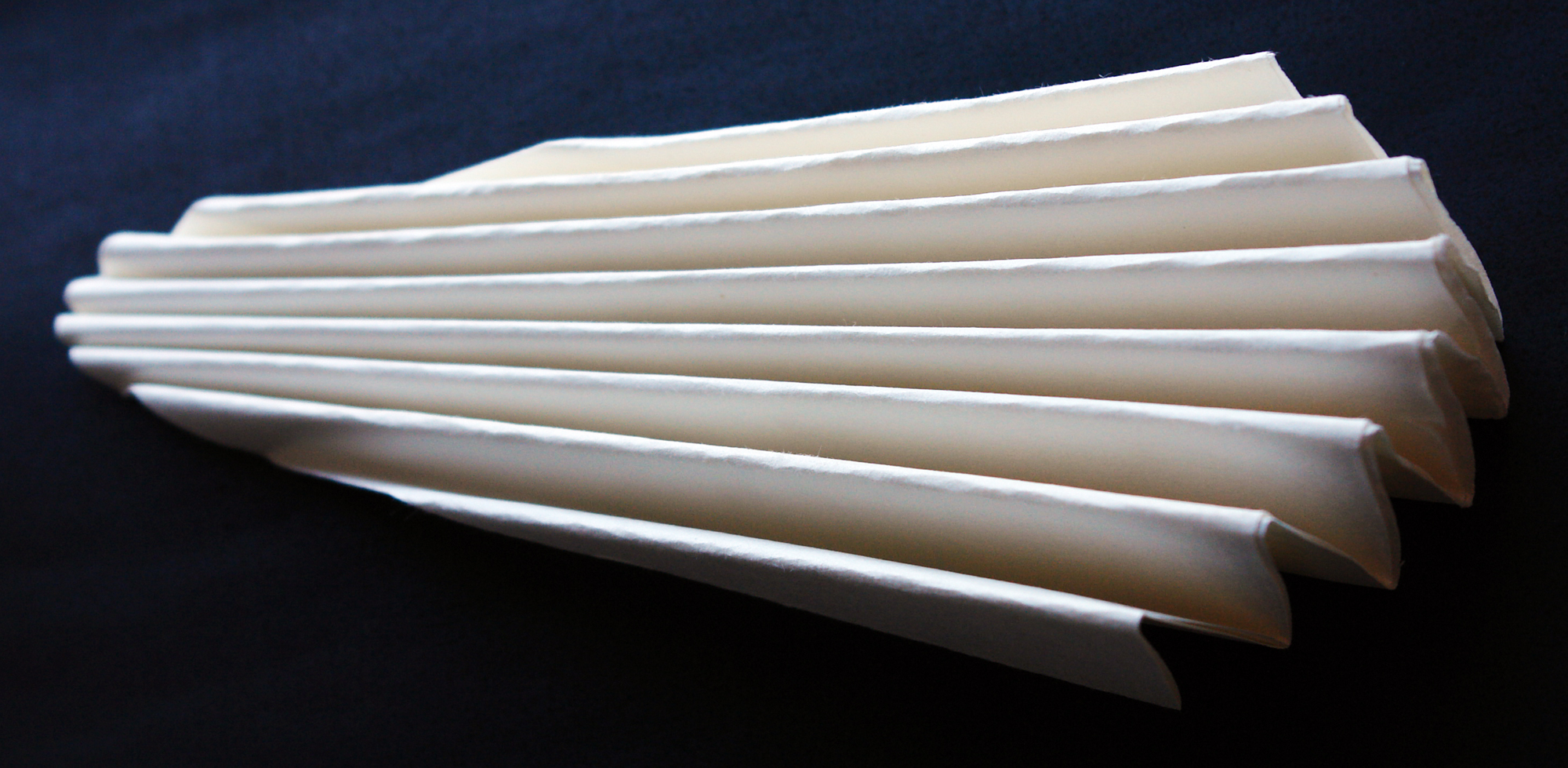
ひだ折りで山・谷・山・谷に折りなおしたところ

4つ折りとひだ折りがあり、ひだ折りは16折り、32折り、24折りなど様々な折り方がある。ろ過後に濾紙上の残渣をかき集める場合には4つ折りを用い、ろ過に時間がかかる際はひだ折りを用いてろ過時間の短縮を図る。
4つ折り半分に折り、さらに半分に折る。2回目は少しずらし、小さくなった方の角を千切り、大きくなった方を開いて三角錐とする。
ひだ折り（16折り）半分に折り、さらに半分に折る。2回目の折り目を戻して2つ折りに戻し、両端をその折り目に合わせて谷折りし、さらにもう一度両端から谷折りする。2つ折りに戻し、山・谷・山・谷の順になるように折り直す。折る際は、中心部ではなく辺縁部を強く折るようにする（中心部を強く折ると破れる）。用時裏返して使用する。